# Atlanta peronii
Atlanta peronii is een slakkensoort uit de familie van de Atlantidae. De wetenschappelijke naam van de soort is voor het eerst geldig gepubliceerd in 1817 door Lesueur.